# Maxie Wander

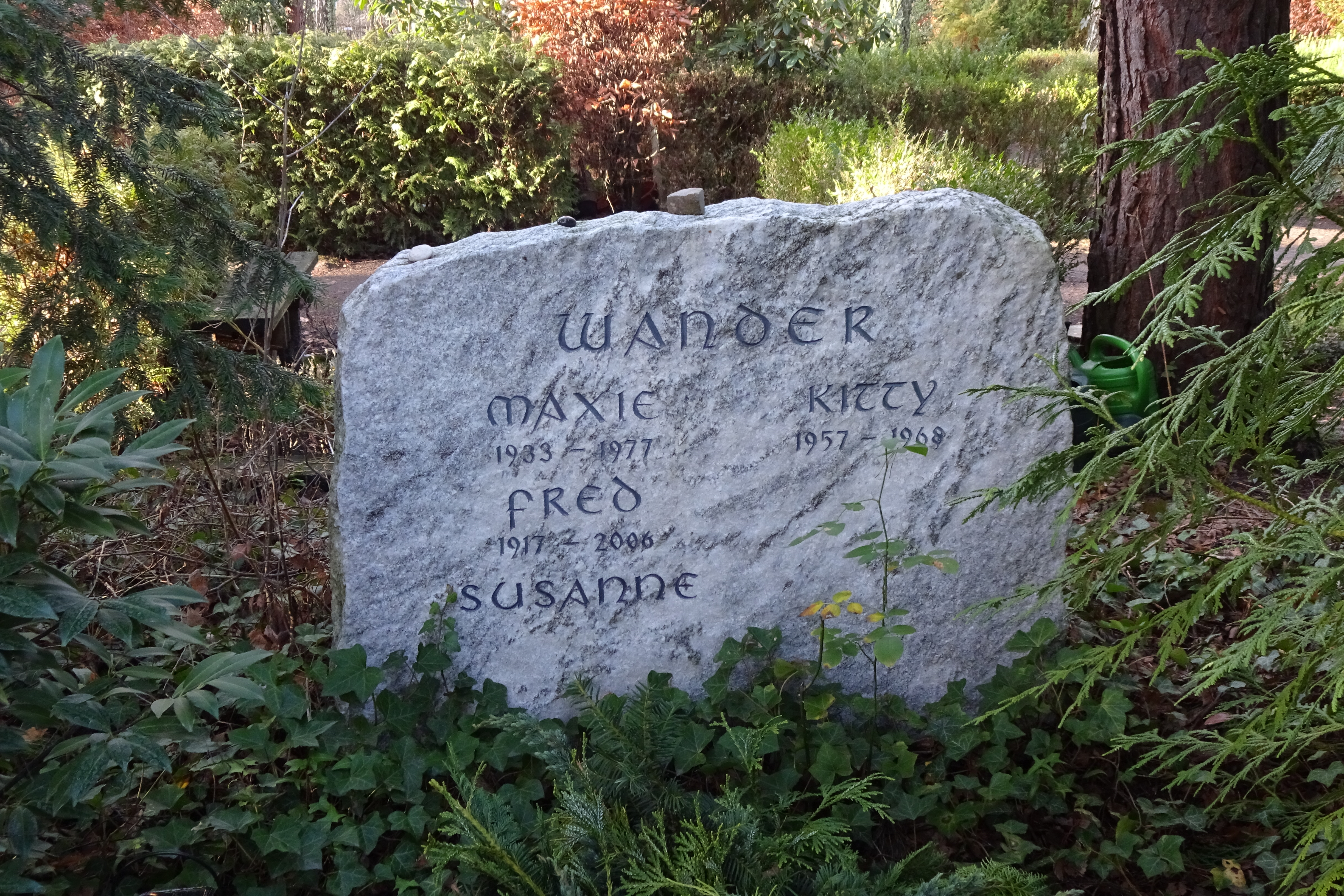
Graf van Maxie en Fred Wander in Kleinmachnow nabij Berlijn

Maxie Wander (Wenen, 3 januari 1933 - Potsdam, 21 november 1977) was een uit Oostenrijk afkomstige schrijfster in de DDR.

## Biografie
Ze werd geboren als Elfriede Brunner en groeide op in een communistisch gezin in de Weense arbeiderswijk Hernals. Van 1958 tot 1977 leefde ze met haar eveneens uit Oostenrijk afkomstige man Fred Wander in Kleinmachnow nabij Berlijn. 
Maxie Wander werd bekend door het boek Guten Morgen, du Schöne. Protokolle nach Tonband, dat in het jaar van haar overlijden verscheen. In dit boek laat ze vrouwen uit de DDR van verschillende komaf en leeftijd aan het woord. Het boek beleefde enkele herdrukken en diverse vertalingen. Ook werd er een hoorspel en een tv-serie naar gemaakt.

## Werken
- Guten Morgen, du Schöne. Protokolle nach Tonband, 1977 (Nederlandse vertaling door Tineke van der Zel onder de titel "Goeie morgen schoonheid - Gesprekken met vrouwen uit de DDR", 1980).
- Tagebücher und Briefe, 1979 (Nederlandse vertaling door Tineke van der Zel onder de titel "Omdat ik van plan ben nog heel lang te leven: dagboeken en brieven", 1981).

- Bibsys: 90096577
- Bibliothèque nationale de France: cb120931489 (data)
- Gemeinsame Normdatei: 118629050
- International Standard Name Identifier: 0000 0001 0855 5666
- Library of Congress Control Number: n78068198
- Nationale Bibliotheek van Tsjechië: jn20000701930
- Nationale Bibliotheek van Israël: 987007317018605171
- Nationale Bibliotheek van Polen: a0000001179518
- Nederlandse Thesaurus van Auteursnamen: 070485933
- Système universitaire de documentation: 029268427
- Virtual International Authority File: 17250531
- WorldCat: E39PBJcrfTGvmm9ygrrmjChvHC